# Indostomidae
Famille
Les Indostomidae forment une famille de poissons d'eau douce de l'ordre des Gasterosteiformes qui ne comporte qu'un seul genre et trois espèces qui se rencontrent dans le Sud-Est asiatique.

## Description
Les membres de cette famille sont de petites tailles, mesurant, au maximum, 30 mm.

## Liste des genres
- genre Indostomus Prashad et Mukerji, 1929
  - Indostomus crocodilus Britz & Kottelat, 1999
  - Indostomus paradoxus Prashad & Mukerji, 1929 - Épinoche cuirassée
  - Indostomus spinosus Britz & Kottelat, 1999